# 眞鍋勝已
眞鍋 勝已（まなべ かつみ、1968年7月25日 - ）は、岡山県倉敷市出身の元プロ野球選手（投手・外野手、右投右打）、プロ野球審判員。姓は「真鍋」とも表記される。

## 来歴・人物
岡山県の関西高校から1986年のドラフト6位で投手として阪神タイガースに入団。秋の巨人とのオープン戦で好投。入団時の背番号は57だったが1987年オフに就任した村山実監督の要望で20に変更する。1988年は1A・フレズノ・サンズに野球留学した。しかし一軍出場には至らず1989年に55に降格。さらに肩を痛めて1991年には外野手に転向するがその年限りで阪神を退団し引退。結局一軍出場機会はなかった。
引退後セントラル・リーグの関西審判部に入局し審判に転向。審判員袖番号は1992年の入局以来36で、新採用審判に専用の袖番号が与えられるようになってから関西審判部に入局した中では最古参である。
2023年シーズン終了時点での試合出場数は2783試合。オールスターゲーム出場4回、（2001年、2005年、2010年、2017年。内2001年の第3戦と2005年の第2戦で球審）日本シリーズ出場8回（2002年、2005年、2006年、2008年、2009年、2011年、2015年、2018年。内2005年の第2戦、2008年の第5戦、2009年の第6戦、2011年の第3戦でそれぞれ球審。）。
2000年5月2日の阪神対横浜では、横浜の斎藤隆投手の動作がボークではないかと抗議する阪神の野村監督と小競り合いになった。
2000年7月20日の阪神対巨人では球審を務める。3回裏、ストライクの判定を不服とした阪神の大豊泰昭が打席を外したまま戻らず、催促にも応じなかったため巨人の投手高橋尚成に投球を指示。高橋が投球動作に入った際大豊がタイムを要求したが認めず、ルールに従いストライク判定、三振とした。この判定を不服とした大豊が真鍋に暴行を加えたため退場処分とした。
2006年5月7日の広島対中日戦では広島の投手マイク・ロマノを暴言により退場、これに抗議して一塁ベースを投げたブラウン監督を侮辱行為により退場処分とした。
2007年5月2日の中日対巨人戦（ナゴヤドーム）では球審を務める。2回裏、見逃し三振の判定に対し真鍋に詰め寄り言葉を発したタイロン・ウッズを、暴言を吐いたとして退場処分とした。中日落合監督は「ウッズは『インサイド・ボール』と言っただけであり、インサイドボールと言って暴言、退場と言われたのでは、目も当てられない。審判は冷静にやって欲しい」とコメントした。
2010年7月13日の阪神対巨人戦で球審を務めたが、ラジオ中継で実況を担当していた清水次郎アナウンサーがストライクをボールと実況してしまうことが複数回あった。これに対して解説を務めていた吉田義男は、真鍋が自分が監督時代に獲得した選手だと前置きしたうえで、「ストライクのコールが遅い」ということを指摘していた。
2012年6月に行われた巨人対中日戦では、投手の投じた球が自分の足のプロテクターの付いていない方に当たったが、顔色一つ変えることなく審判を続行した。この試合に出場していた阿部慎之助は『人生が変わる1分間の深イイ話』の「一流のプロが選んだ自分よりスゴい人教えちゃいますスペシャル」に出演した際に「ある意味すごいプレーだ」として紹介している。
2013年よりクルーチーフに昇任。同年の第3回ワールド・ベースボール・クラシックに派遣され、フロリダ州マイアミで行われた2次ラウンド2組の4試合に出場した。
2015年9月9日、阪神対巨人21回戦（阪神甲子園球場）で三塁塁審を務め、史上63人目となる通算2000試合出場を達成した。
2014年シーズンより球審を務める際、6回の表裏のみ、見逃しストライクコールの際、通常の真横を向いて人差し指を突き出すジェスチャーに加え、天を見上げて右斜め上方向に弓矢を引く様な腕の動き方で両手を上げるジェスチャーを追加するようになった。また2024年シーズンより6回裏のみシザーススタンスから両腕を打者と反対方向に伸ばすコールを用いる事もあり、見逃し三振のコールもシザーススタンス限定のコールを用いている。
2017年8月17日西武対楽天戦（メットライフドーム）で真鍋が球審を務めた際に、西武・菊池雄星投手の投球モーションをボークと判定し、これを切っ掛けに二段モーションのボーク判定が見直されることになった。
2021年4月6日、阪神甲子園球場で行われた阪神タイガース対読売ジャイアンツ1回戦にて三塁塁審を務め、NPB審判員史上45人目となる通算2500試合出場を達成した。
2022年シーズンからはサブクルーチーフ、2023年シーズンから一般審判員となった。
2024年シーズンからは関西統括ディレクターという新設された役職に就任。
現役時代ともに阪神でプレーし日本ハムファイターズ監督に就任した新庄剛志の発案による試合開始前のメンバー表交換ハイタッチに協力的であったことが報道された。

## 詳細情報

### 年度別投手成績
- 一軍公式戦出場なし

### 背番号
- 57 （1987年）
- 20 （1988年）
- 55 （1989年 - 1991年）

## 審判出場記録
- 初出場：1994年10月1日、阪神対広島26回戦（甲子園球場）、三塁塁審。
- 出場試合数：2877試合
- オールスター出場：4回（2001年、2005年、2010年、2017年）
- 日本シリーズ出場：9回（2002年、2005年、2006年、2008年、2009年、2011年、2015年、2018年、2024年）
- 東京2020オリンピック

（記録は2024年シーズン終了時）

## 表彰
- 最優秀審判員賞：3回（2013年、2014年、2018年）
- 審判員奨励賞：1回（2011年）

（記録は2022年シーズン終了時）